# Piera Russo
Piera Russo (* 1991 in Caserta) ist eine italienische Schauspielerin.

## Leben
Piera Russo wuchs in Caserta in Süditalien auf.
Nach ihrem Schulabschluss absolvierte sie von 2009 bis 2011 in Rom ihre Schauspielausbildung  Nebenbei absolvierte sie auch eine Ausbildung zur Tänzerin. Am Theater wirkte Russo bislang in mehreren Theaterstücken, Ballett-Aufführungen, Musicals und in Kabarett-Programmen mit. Seit 2012 steht sie als Schauspielerin vor der Kamera. Sie wirkte auch in Kurzfilmen und Werbespots als Darstellerin mit. 2018 bekam Russo in dem Film Sono Tornato eine Hauptrolle. Anschließend trat die 2020 in Uno pugno di amici auf. Im selben Jahr wurde sie für den Film Ammen gecastet.
Russo lebt in Rom.

## Filmografie (Auswahl)
- 2018: Sono Tornato
- 2020: Uno pugno di amici
- 2020: 7 ore per farti innamorare
- 2020: Ammen